# A San Giorgio Maggiore alkonyatkor
A San Giorgio Maggiore alkonyatkor (Saint-Georges Majeur au Crépuscule) (1908-1912) Claude Monet festménye, melyet 1908-ban velencei utazása idején kezdett festeni.

## A festmény
A San Giorgio Maggiore alkonyatkor középpontjában a velencei San Giorgio Maggiore-sziget, a San Giorgio-kolostor temploma és harangtorony áll. Jobboldalt a Santa Maria della Salute körvonalai és a Canal Grande torkolata láthatóak.

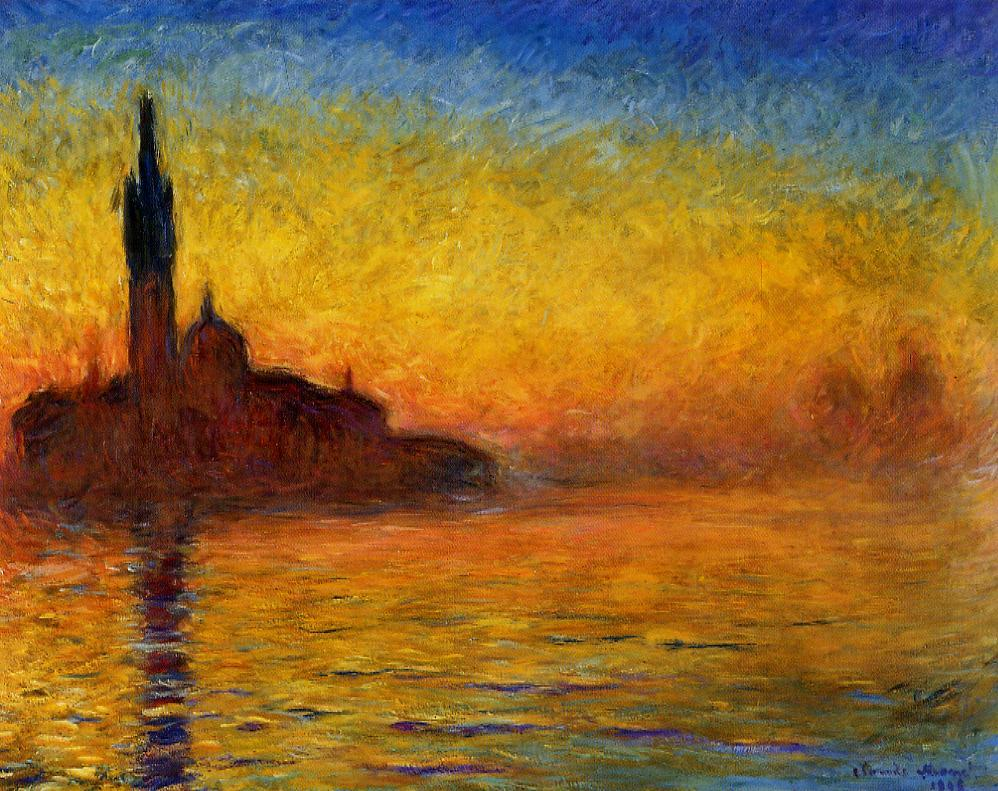
Monet sorozatának másik darabja: Alkonyat, Velence (olaj, vászon, 1908), Bridgestone Museum of Art

Monet és felesége 1908 októberében érkezett meg Velencébe. Pár hétig a Palazzo Barbaróban laktak. Majd átköltöztek a Hotel Britanniába, mert a kilátás „ha ilyesmi lehetséges, még szebb volt mint a Palazzo Barbaróból…”. Monet a hotel ablakán kinézve festett. Bár a San Giorgio Maggiore-sziget látható volt a szállodából, a festmény mégsem onnan, hanem a part felől nézve készülhetett. A San Giorgio Maggiore-sziget a festők kedvelt témája volt. Monet-t is lenyűgözte a látvány és „ezek a csodálatos és rendkívüli naplementék”: a San Giorgio Maggiore-t hat különböző fényviszony között festette meg. Monet úgy vélte Velence városa „túl szép ahhoz, hogy le lehessen festeni”, ami igaz is lehet, mert számos befejezetlen festménnyel tért haza Franciaországba. Szakítva korábbi gyakorlatával, festményeit nem a helyszínen készítette el, hanem szívesebben dolgozott otthon. A San Giorgio Maggiore alkonyatkor sem Velencében, hanem 1912-ben Franciaországban nyerte el végső formáját.
A festmény kulcsszerepet kapott John McTiernan A Thomas Crown-ügy (1999) című filmjében, a forgatókönyv szerint a kép a New York-i Metropolitan Művészeti Múzeum gyűjteményében van. A valóságban azonban nem itt, hanem a cardiffi National Museum Cardiffban van kiállítva. A sorozat többi darabja a Bridgestone Museum of Art és az Indianapolis Museum of Art gyűjteményében található.